# Florimond Fonteyne
Florimond Fonteyne, né à Hautem-Saint-Liévin le 1er mars 1856 et mort à Bougie le 4 juillet 1923, est un prêtre catholique et homme politique belge.

## Fonctions et mandats
- Conseiller communal de Bruges : 1911-
- Membre de la Chambre des représentants de Belgique : 1912-1919

## Sources
- (nl) S. H. Scholl, De geschiedenis van de arbeidersbeweging in West-Vlaanderen, Brussel, 1953
- (nl) Romain Van Eenoo, Een bijdrage tot de geschiedenis der arbeidersbeweging te Brugge, Leuven, 1959
- (nl) Romain Van Eenoo, De pers te Brugge. Bouwstoffen, Leuven, 1961
- (nl) Lode Wils, De oorsprong van de kristen-democratie, Antwerpen, 1963
- (nl) Koen Rotsaert, « Het afscheid van Paster Fonteyne », Brugs Ommeland,‎ 1975.
- (nl) Koen Rotsaert, Priester Fonteyne en het Fonteynisme te Brugge, Brugge, 1975.
- (nl) Fernand Bonneure, « Florimond Fonteyne », dans Lexicon van West-Vlaamse schrijvers, Deel 2, Torhout, 1985.
- (nl) Koen Rotsaert, Het Daensisme in West-Vlaanderen, Brugge, 1989
- (nl) Koen Rotsaert, Het Daensisme te Brugge, Brugge, 1980
- (nl) Koen Rotsaert, Het aandeel van ex-croupier Georges Marquet in het verkiezingssucces van paster Fonteyne, Brugge, 1984
- (nl) Koen Rotsaert, Lexicon van de parlementariërs uit het arrondissement Brugge 1830-1995, Brugge, 2006
- (nl) Marc Carlier, Een medaille voor priester Florimond Fonteyne, 2012-2¢passage= 162-168